# Освальд Кобблпот (Бэтмен возвращается)
О́свальд Кобблпо́т (англ. Oswald Cobblepot), он же Пингви́н (англ. Penguin) — главный антагонист фильма Тима Бёртона «Бэтмен возвращается» 1992 года, основанный на одноимённом персонаже DC Comics. Роль исполнил актёр Дэнни Де Вито. Пингвин изображён как генетический мутант: у него перепончатые пальцы, подобные ластам, крючковатый нос, похожий на клюв, и тело как у пингвина. Кобблпот был воспитан пингвинами в заброшенном зоопарке Готэма из-за того, что богатые родители бросили его в младенчестве. Спустя годы он публично появляется в городе, стремясь стать героем в глазах общественности и баллотироваться на пост мэра, в то время как втайне замышляет убить всех первенцев Готэма.
Существенное изменение образа Пингвина — от элегантного криминального босса, коим он изображён в комиксах, до психопата-политика со звероподобной внешностью, — вызвало неоднозначную реакцию со стороны фанатов и критиков; впрочем, актёрская игра Де Вито удостоилась положительных отзывов. Данной версией Пингвина вдохновились создатели последующих экранизаций комиксов DC, таких как мультсериалы о Бэтмене 1992 и 2004 годов; главным образом авторы позаимствовали внешний вид персонажа.

## Создание образа
После успеха фильма «Бэтмен» 1989 года режиссёр Тим Бёртон согласился снять продолжение для Warner Bros. при условии, что получит полный творческий контроль. В результате Бёртон снял фильм «Бэтмен возвращается» с Майклом Китоном в роли Брюса Уэйна / Бэтмена. Злодеями стали Пингвин в исполнении Дэнни Де Вито, Селина Кайл / Женщина-кошка в исполнении Мишель Пфайффер и Макс Шрек в исполнении Кристофера Уокена.
Бёртон отдал эту роль Дэнни Де Вито по рекомендации актёра Джека Николсона, который сыграл Джокера в первом фильме. По словам Де Вито, «грим и облачение в костюм занимали четыре с половиной часа. К концу съёмок процесс был сокращён до трёх часов». Первоначально главным кандидатом на роль Пингвина был Дастин Хоффман, но он отказался. Помимо Хоффмана на роль рассматривались Марлон Брандо, Джон Кэнди, Боб Хоскинс, Роуэн Аткинсон, Ральф Уэйт, Дин Мартин, Дадли Мур, Алан Рикман, Джон Гудмен, Фил Коллинз, Чарльз Гродин, Кристофер Ли, Джо Пеши, Рэй Лиотта, Габриэл Бирн, Алекс Рокко и Кристофер Ллойд.
Первый вариант сценария картины написал Сэм Хэмм; по его задумке Женщина-кошка объединилась с Пингвином для поиска спрятанных сокровищ. Впоследствии сценарий был переписан Дэниелом Уотерсом по просьбе Тима Бёртона.
Для доработки сценария Бёртон пригласил Уэсли Стрика. «Когда меня наняли писать сценарий к „Бэтмен возвращается“ (в то время „Бэтмен II“), большой проблемой было отсутствие у Пингвина „генерального плана“», — заявил Стрик. Warner Bros. предложила Стрику идею сжечь или заморозить Готэм (данный сюжетный момент присутствует в «Бэтмене и Робине»), но Уэсли придумал более безумную идею, исходя из которой планом Пингвина стало убийство первенцев Готэма.
Несмотря на то, что данная версия Пингвина располагает многими элементами из комиксов, такими как разнообразные зонтики и монокль, внешний облик персонажа претерпел кардинальные изменения. В комиксах у Кобблпота лысая голова с коротко остриженными волосами; у версии Бёртона — лысая макушка, а оставшиеся волосы — длинные. Руки представляют собой ласты с большим и указательным пальцами, а остальные три пальца — сросшиеся вместе. Из его носа и рта вытекает неопознанная густая тёмно-зелёная жидкость, похожая на желчь. Вместо смокинга он носит готический наряд в викторианском стиле с жабо, а не галстуком-бабочкой. В некоторых сценах на нём чёрные ботинки, манишка и профсоюзный костюм. Несмотря на весомую переработку дизайна злодея, создатели фильма сохранили в его образе и соответствующие первоисточнику элементы — шляпу, монокль и сигарету в одном эпизоде. Также Освальд обладает пингвиньим аппетитом, о чём свидетельствует сцена, где он пожирает сырую рыбу, и использует транспортное средство в форме гигантской резиновой утки для передвижения по канализации и городу.
Вдохновившийся лентой «Кабинет доктора Калигари» Бёртон переосмыслил этого персонажа, решив изобразить его не красноречивым криминальным авторитетом, а уродливым психопатом-детоубийцей, затаившим злобу на аристократов Готэма.

## Биография персонажа
После рождения Освальда его состоятельные родители Такер и Эстер Кобблпот (Пол Рубенс и Дайан Салинджер), а также врач и медсестра, принимавшие роды, приходят в ужас, увидев уродливый внешний вид ребёнка, и помещают его в клетку, где Освальд впоследствии расправляется с домашней кошкой. Такер и Эстер кладут сына в детскую коляску и бросают в реку. Коляска попадает в городскую канализацию под заброшенным зоопарком. Выживший Освальд рос в окружении стаи пингвинов, обустроивших там своё логово. Также он стал артистом циркового шоу уродов «Красный треугольник».
Спустя 33 года Освальд появляется в городе, поставив цель баллотироваться на пост мэра Готэма при содействии бизнесмена-коррупционера Макса Шрека (Кристофер Уокен) и банды «Красный треугольник», которую он возглавил. Объединившись с Женщиной-кошкой (Мишель Пфайффер), Кобблпот пытается очернить репутацию Бэтмена (Майкл Китон), а также взламывает его Бэтмобиль и дистанционно управляет им.
Планы Освальда проваливаются, после чего он приступает к реализации своего главного замысла по похищению и убийству первенцев Готэма в знак мести своим родителям. После того как Бэтмен срывает этот план, Освальд вооружает свою армию пингвинов ракетами и отправляет их в город, намереваясь убить как можно больше людей. Бэтмен и его дворецкий Альфред Пенниуорт перенаправляют пингвинов на логово Освальда. Вслед за этим, при сражении с Бэтменом, Кобблпот падает в подземное озеро с токсичными сточными водами и умирает от травм. Пингвины устраивают ему импровизированные похороны, сталкивая его тело обратно в воду.

## Критика
По мнению Джанет Мэслин из The New York Times, Дэнни Де Вито «передаёт энергию». Питер Трэверс из Rolling Stone написал, что мутант Пингвин в исполнении Де Вито — «Ричард III с надувным животом и королевством канализационных уродов — так же уморительно извращён, как Джокер Джека Николсона». Дессон Хоу из The Washington Post сказал, что «Пингвин проводит суд в переполненном пингвинами канализационном доме, похожем на „Призрак Оперы“». Он также назвал Де Вито «восхитительным».
Роджер Эберт из Chicago Sun-Times негативно сравнил Пингвина с Джокером из первого фильма, написав, что «Пингвин — любопытно скудное и унылое существо; я жалел его, но не боялся и не считал его смешным. Гений Дэнни Де Вито практически поглощён атрибутикой роли». Джонатан Розенбаум назвал Де Вито «бледной заменой Джеку Николсону из первого фильма» и пришёл к выводу, что в фильме «вообще нет никакого саспенса».

## Наследие
Пингвин является главным антагонистом мультсериала «Бэтмен» 1992 года, где его озвучил лауреат премии «Оскар» Пол Уильямс. У этого Кобблпота тоже присутствуют физические уродства, аналогичные версии из ленты «Бэтмен возвращается», такие как ласты, клювообразный нос и горб, а в двух сериях показано, что у него есть резиновая утиная лодка. Несмотря на перечисленные сходства, данная версия сохраняет традиционные изысканные манеры и характер варианта из комиксов, хотя и называет себя «птицей». Его наиболее заметные появления включают серии «У меня в подвале Бэтмен», «Странная тайна Брюса Уэйна», «Я почти достал его», «Механик», «Птицы высокого полёта», «Слеп как летучая мышь» и «Второй шанс». Пингвин — единственный злодей данного мультсериала, кроме Джокера, которой попросту не получил истории происхождения. В продолжении сериала, «Новые приключения Бэтмена», дизайн Пингвина был изменён для соответствия версии из комиксов.
Когда «Бэтмен возвращается» вышел на экраны в 1992 году, компания Kenner представила свою линию игрушек на основе персонажей картины. Фигурка Пингвина представляла собой перекрашенную фигурку из линейки Super Powers от Kenner.
Персонаж появился в мультсериале «Бэтмен» 2004 года, где его озвучил Томас Кенни. По сюжету Пингвин стремится восстановить фамилию «Кобблпот» в обществе и обворовывает жителей Готэма, чтобы восстановить своё богатство. Имеет уродливую внешность, подобную Пингвину из фильма «Бэтмен возвращается», а также рыжие волосы, острые зубы и сросшиеся пальцы.
Воплощение Пингвина из фильма «Бэтмен возвращается» ненадолго появляется в ленте «Космический джем: Новое поколение» (2021) наряду с версией Джокера из фильма «Бэтмен» и версией мистера Фриза из фильма «Бэтмен и Робин» в качестве зрителя на баскетбольном матче между «Отрядом мелодий» и «Отрядом гунов».
В фильме «Бэтмен» 2022 года роль Пингвина исполнил Колин Фаррелл. Де Вито дал Фарреллу своё благословение на эту роль.